# Elke
Elke ist ein weiblicher Vorname.

## Herkunft und Bedeutung
Für den Namen Elke kommen verschiedene Herleitungen in Frage.
Einerseits kann es sich um eine niederdeutsche und friesische Variante von Alka handeln, bei dem es sich wiederum um eine niederdeutsche Kurzform des niederdeutschen Namens Aleka oder Alika, eines grönländischen Namens mit unbekannter Bedeutung oder einer Variante von Aleka, handelt.
Andererseits kann es sich um eine Kurzform von Elike handeln, der entweder ebenfalls auf Alika zurückgeht oder eine niederdeutsche und friesische Variante von Eileke darstellt. Bei Eileke handelt es sich um eine Koseform verschiedener Namen, die die Elemente agi „Furcht“, „Schrecken“ und egg „Schneide“ beinhalten.

## Verbreitung
Der Name Elke ist überwiegend im deutschen Sprachraum geläufig, kommt jedoch auch in den Niederlanden und Belgien vor.
Zu Beginn des 20. Jahrhunderts war der Name Elke in Deutschland kaum verbreitet. Ab Mitte der 1920er Jahre stieg seine Beliebtheit stark an. Von 1937 bis 1946 zählte der Name zu den Top 10 der Vornamenscharts, dann nahm seine Popularität allmählich ab. In den 1970er Jahren sank die Beliebtheit des Namens rapide, bis er in den 1980er Jahren außer Mode geriet. Heute wird der Name nur noch ausgesprochen selten vergeben. Zwischen 2010 und 2021 wurde Elke nur etwa 20 Mal als erster Vorname vergeben.

## Varianten
Eine weitere niederdeutsche Variante des Namens ist Elka, die seltene, männliche Form lautet Elk. Sieht man Elke als eine Variante von Alka an, kommt auch die Variante Alke hinzu.

## Namensträgerinnen
- Elke Arendt (* 1939), deutsche Schauspielerin
- Elke Best (* 1956), deutsche Schlagersängerin
- Elke Blumenthal (1938–2022), deutsche Ägyptologin
- Elke Clijsters (* 1985), belgische Tennisspielerin
- Elke Erb (1938–2024), deutsche Schriftstellerin und Übersetzerin
- Elke Ferner (* 1958), deutsche Politikerin (SPD)
- Elke Gebhardt (* 1983), deutsche Radrennfahrerin
- Elke Haltaufderheide (* 1940), deutsche Filmproduzentin und Schauspielerin
- Elke Hartmann (1969–2021), deutsche Althistorikerin
- Elke Heidenreich (* 1943), deutsche Autorin, Kabarettistin, Moderatorin und Journalistin
- Elke Herrmann (1942–2009), deutsche Journalistin, Moderatorin und Redakteurin
- Elke Herrmann (* 1947), deutsche Rechtswissenschaftlerin
- Elke Herrmann (1956–2017), deutsche Politikerin, MdL Sachsen
- Elke Hoff (* 1957), deutsche Politikerin (FDP)
- Elke Jeinsen (* 1966), deutsches Model und Schauspielerin
- Elke Karsten (* 1995), argentinische Handballspielerin
- Elke Kast (1946–1993), deutsche Fernsehansagerin
- Elke Koska (* 1947?), deutsche Schauspielerin und Kunstmanagerin
- Elke Kruse (* 1958), deutsche Musikerin
- Elke Leonhard (1949–2025), deutsche Publizistin
- Elke Martens (* 1956), deutsche Schlagersängerin, Texterin, Schauspielerin und Moderatorin
- Elke Müller (1940–2014), deutsche Politikerin (SPD)
- Elke Reinke (* 1958), deutsche Politikerin (Linke)
- Elke Richter (* 1944), deutsche Tischtennisspielerin
- Elke Richter (* 1960), deutsche Fußballspielerin
- Elke Rock (* 1983), österreichische Hörfunk- und Fernsehmoderatorin
- Elke Rongen (* 1970), deutsche Badmintonspielerin
- Elke Schall-Süß geb. Schall (* 1973), deutsche Tischtennisspielerin
- Elke Scheer (* 1965), Physikerin und Hochschullehrerin
- Elke Schmitter (* 1961), deutsche Journalistin und Schriftstellerin
- Elke Seidel geb. Sternberg (* 1948), deutsche Politikerin (SPD, Grüne)
- Elke Sommer (* 1940), deutsche Schauspielerin
- Elke Stein-Hölkeskamp (* 1954), deutsche Althistorikerin, Hochschullehrerin
- Elke Steiner (* 1971), deutsche Comiczeichnerin und Illustratorin
- Elke Van Gorp (* 1995), belgische Fußballspielerin
- Elke Walther (* 1967), deutsche Fußballspielerin
- Elke Winkens (* 1970), österreichisch-deutsche Schauspielerin
- Elke Wülfing (* 1947), deutsche Politikerin (CDU)
- Elke Zimmer (* 1966), deutsche Politikerin (Grüne)